# Florenc metróállomás

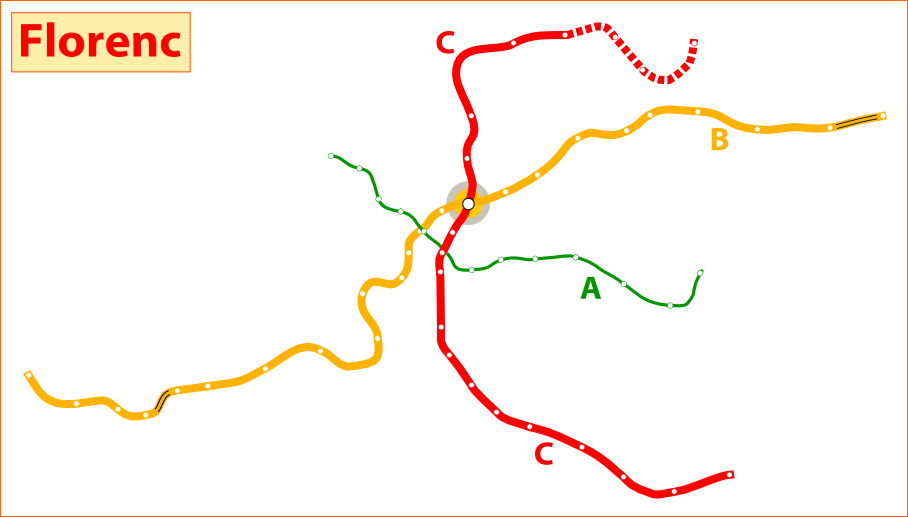
Az állomás elhelyezkedése

Florenc egy metróállomás Prágában a prágai B metró és C metró vonalán.

## Szomszédos állomások
A metróállomáshoz az alábbi állomások vannak a legközelebb:
- Křižíkova (B metróvonal, Černý Most)
- Hlavní nádraží (Háje, C metróvonal)
- Vltavská (C metróvonal, Letňany)
- Náměstí Republiky (B metróvonal, Zličín)

## Átszállási kapcsolatok
| B (Zličín ↔ Černý Most) |                                                                           |                         |
| C (Letňany ↔ Háje)      |                                                                           |                         |
| Állomás                 | Átszállási kapcsolatok                                                    | Fontosabb létesítmények |
| Florenc                 | Nemzetközi autóbusz-állomás 133, 135, 175, 194, 207, 909, H1 3, 8, 24, 92 |                         |